# Concepción megye (Paraguay)
Concepción  egy megye Paraguayban. A fővárosa Concepción.

## Földrajz
Az ország keleti részén található. Megyeszékhely: Concepción

## Települések
7 szervezeti egységre oszlik:
1. Belén
2. Concepción
3. Horqueta
4. Loreto
5. San Carlos
6. San Lázaro
7. Yby Yaú